# فيغار أغين هيدينستيد
فيغار أغين هيدينستيد (بالنرويجية البوكمول: Vegar Eggen Hedenstad)‏ (26 يونيو 1991 النرويج - ) هو لاعب كرة قدم نرويجي، يلعب كمدافع.

## وصلات خارجية
فيغار أغين هيدينستيد على موقع اتحاد النرويج (النرويجية)
- فيغار أغين هيدينستيد على موقع اتحاد تركيا (لاعب) (الإنجليزية)
- فيغار أغين هيدينستيد على موقع قاعدة بيانات كرة القدم.إي يو (الإنجليزية)
- فيغار أغين هيدينستيد على موقع بيانات كرة القدم. دي إي (الألمانية)
- فيغار أغين هيدينستيد على موقع ناشيونال فوتبول تيمز (الإنجليزية)
- فيغار أغين هيدينستيد على موقع Soccerway.com (الإنجليزية)
- فيغار أغين هيدينستيد على موقع عالم كرة القدم.نت (الإنجليزية)
- فيغار أغين هيدينستيد على موقع AS.com (الإسبانية)